# پاول فوس
پاول فوس (انگلیسی: Paul Voss؛ زادهٔ ۲۶ مارس ۱۹۸۶) دوچرخه‌سوار اهل آلمان است.
از باشگاه‌هایی که در آن بازی کرده‌است می‌توان به بورا–هانسگروهه اشاره کرد.